# Skilly Peak
Skilly Peak är en bergstopp i Antarktis. Den ligger i Västantarktis. Argentina, Chile och Storbritannien gör anspråk på området. Toppen på Skilly Peak är 1 045 meter över havet, eller 359 meter över den omgivande terrängen. Bredden vid basen är 6,0 km.
Terrängen runt Skilly Peak är huvudsakligen kuperad, men västerut är den bergig. Trakten är obefolkad. Det finns inga samhällen i närheten.